# فلوس كوم
فلوس كوم (بالفرنسية flouss.com) هي خدمة جديدة فريدة من نوعها في فرنسا، تمكن من إجراء عمليات التحويل الآني للأموال بواسطة الرسائل الهاتفية القصيرة، وتتيح هذه الخدمة زبناء «فلوس.كوم» من مرونة وسهولة أكبر في استخدام خدماتها المتطورة.

## الخلفية
أطلق كل من بنك أكور الفرنسي ومؤسسة سانسييو يوم 11 يونيو 2007 بطاقة “فلوس.كوم”، وهي أول بطاقة بنكية دولية مسبقة الدفع خاصة بالتحويل الإلكتروني للأموال، موجهة لكل الذين يودون إجراء عمليات سريعة لتحويل الأموال لأقربائهم، الذين يعيشون أو يقيمون في الخارج، خصوصا للجالية المغاربية.

## كلفة التحويل
لا تجاوز كلفة اقتناء البطاقة سوى مبلغ 19 اورون ولا تتطلب أية مصاريف اشتراك أخرى، وهي تتوفر على مدة صلاحية طويلة الأمد. وتبقى كلفة التعبئة الأقل سعرا مقارنة مع باقي الأسعار المطبقة في السوق، وهي تتفاوت حسب المبلغ المراد تحويله:
- من 50 أورو إلى 100 أورو: 6 أورو
- من 100 إلى 200 أورو: 8 أورو
- من 200 إلى 300 أورو : 11 أورو
- من 300 إلى 400 أورو: 14 أورو
- من 400 إلى 500 أورو 17 أورو
- 500 أورو فما فوق: 22 أورو